# Bayer 04 Leverkusen Fußball 2011-2012
Questa voce raccoglie le informazioni riguardanti il Bayer Leverkusen nelle competizioni ufficiali della stagione 2011-2012.

## Stagione
Nella stagione 2011/2012 il Bayer Leverkusen ha partecipato alla Bundesliga, prima divisione del calcio tedesco, qualificandosi alla UEFA Europa League 2012-2013 con un turno di anticipo e terminando il campionato in quinta posizione.
In Coppa di Germania è stato eliminato al primo turno. Nella Champions League 2011-2012, ha superato il girone eliminatorio dove ha affrontato Chelsea, Valencia e Racing Genk; arrivando seconda dietro ai londinesi. Agli ottavi è stato eliminato dal Barcellona subendo sette reti nella gara di ritorno.
Durante la stagione è da ricordare, anche, un grave episodio accaduto a un membro della rosa dei Werkself. il 22 aprile 2012, infatti, Michal Kadlec è stato aggredito in un locale di Colonia da alcuni tifosi, identificatisi come sostenitori della maggiore squadra locale, che gli procurarono la frattura del setto nasale.
Al termine della stagione lo stesso Michal Kadlec (Repubblica Ceca) con Lars Bender (Germania), André Schürrle (Germania) e Vedran Ćorluka (Croazia) sono stati convocati dalle rispettive nazionali per partecipare a Euro 2012.

## Divise e sponsor
Lo sponsor che compare sulle maglie della società sarà Sunpower.
Lo sponsor tecnico è il marchio Tedesco Adidas.
| Casa Maglia | Casa Alternativa | Trasferta Maglia | Terza Maglia |

## Organigramma societario
Area direttiva
- Presidente: Wolfgang Holzhäuser
- Direttore delle Finanze: Fabian Otto
- Responsabile area Legale: Christine Bernard

Area comunicazione
- Responsabile area comunicazione: Meinolf Sprink

Area marketing
- Direttore operazioni commerciali: Simon Pallman
- Area strategica: Felix Duden

Area tecnica
- Direttore sportivo: Rudi Völler
- Allenatore: Sami Hyypiä (esonerato Robin Dutt)
- Co-Allenatore: Sascha Lewandowski
- Preparatore/i atletico/i:  Dr. Holger Broich
- Preparatore dei portieri: Rüdiger Vollborn
- Assistenti allenatore: Damir Buric e Marco Langer (entrambi esonerati insieme a Robin Dutt)
- Medico sociale:

## Rosa
Aggiornata il 31 agosto 2011
| N. |                     | Ruolo | Calciatore                      |
| -- | ------------------- | ----- | ------------------------------- |
| 1  | Germania (bandiera) | P     | René Adler                      |
| 2  | Germania (bandiera) | D     | Daniel Schwaab                  |
| 3  | Germania (bandiera) | D     | Stefan Reinartz                 |
| 4  | Germania (bandiera) | D     | Bastian Oczipka                 |
| 5  | Germania (bandiera) | D     | Manuel Friedrich                |
| 6  | Germania (bandiera) | C     | Simon Rolfes (capitano)         |
| 7  | Svizzera (bandiera) | C     | Tranquillo Barnetta             |
| 8  | Germania (bandiera) | C     | Lars Bender                     |
| 9  | Germania (bandiera) | A     | André Schürrle                  |
| 10 | Brasile (bandiera)  | C     | Renato Augusto                  |
| 11 | Germania (bandiera) | A     | Stefan Kießling                 |
| 13 | Germania (bandiera) | C     | Michael Ballack (vice capitano) |
| 14 | Germania (bandiera) | C     | Hanno Balitsch                  |
| 14 | Croazia (bandiera)  | D     | Vedran Ćorluka                  |

| N. |                        | Ruolo | Calciatore        |
| -- | ---------------------- | ----- | ----------------- |
| 17 | Colombia (bandiera)    | C     | Michael Ortega    |
| 18 | Germania (bandiera)    | C     | Sidney Sam        |
| 19 | Svizzera (bandiera)    | A     | Eren Derdiyok     |
| 20 | Germania (bandiera)    | D     | Danny da Costa    |
| 21 | Germania (bandiera)    | D     | Ömer Toprak       |
| 22 | Stati Uniti (bandiera) | P     | David Yelldell    |
| 23 | Germania (bandiera)    | P     | Bernd Leno        |
| 24 | Rep. Ceca (bandiera)   | D     | Michal Kadlec     |
| 27 | Germania (bandiera)    | D     | Gonzalo Castro    |
| 31 | Danimarca (bandiera)   | A     | Nicolai Jørgensen |
| 36 | Germania (bandiera)    | P     | Fabian Giefer     |
| 38 | Germania (bandiera)    | A     | Karim Bellarabi   |
| -- | Germania (bandiera)    | C     | Dominik Kohr      |

## Calciomercato

### Sessione estiva(dall'1/7 al 31/8)
| Arrivi | Arrivi          | Arrivi                 | Arrivi     |
| R.     | Nome            | da                     | Modalità   |
| ------ | --------------- | ---------------------- | ---------- |
| P      | David Yelldell  | Duisburg               | definitivo |
| P      | Bernd Leno      | Stoccarda              | prestito   |
| D      | Bastian Oczipka | St. Pauli              | definitivo |
| D      | Ömer Toprak     | Friburgo               | definitivo |
| C      | Michael Ortega  | Atlas                  | prestito   |
| A      | Karim Bellarabi | Eintracht Braunschweig | definitivo |
| A      | André Schürrle  | Magonza                | definitivo |

| Partenze | Partenze          | Partenze        | Partenze      |
| R.       | Nome              | a               | Modalità      |
| -------- | ----------------- | --------------- | ------------- |
| P        | Tomasz Bobel      | -               | fine carriera |
| D        | Sami Hyypiä       | -               | fine carriera |
| D        | Domagoj Vida      | Dinamo Zagabria | definitivo    |
| C        | Arturo Vidal      | Juventus        | definitivo    |
| C        | Kevin Kampl       | Osnabrück       |               |
| A        | Christoph Siefkes | Carl Zeiss Jena |               |

### Sessione Invernale
| Arrivi | Arrivi         | Arrivi    | Arrivi   |
| R.     | Nome           | a         | Modalità |
| ------ | -------------- | --------- | -------- |
| D      | Vedran Ćorluka | Tottenham | prestito |

| Partenze | Partenze          | Partenze       | Partenze   |
| R.       | Nome              | a              | Modalità   |
| -------- | ----------------- | -------------- | ---------- |
| C        | Hanno Balitsch    | Norimberga     | definitivo |
| A        | Nicolai Jørgensen | Kaiserslautern | prestito   |

## Organigramma societario
Area tecnica
- Allenatore: Jürgen Klopp
- Allenatore in seconda: Željko Buvač, Peter Krawietz
- Preparatore dei portieri: Wolfgang de Beer
- Preparatori atletici: Oliver Bartlett, Florian Wangler, Peter Kuhnt, Thorben Voeste, Thomas Zetzmann

## Risultati

### Bundesliga

#### Girone di andata
| Arbitro: | Weiner |

|                               |           |  |
| Allagui 32’ Toprak 86’ (aut.) | Marcatori |  |

| Arbitro: | Brych |

|            |           |  |
| Kadlec 85’ | Marcatori |  |

| Arbitro: | Gagelmann |

|  |           |              |
|  | Marcatori | 28’ Kießling |

| Leverkusen 27 agosto 2011, ore 18:30 CEST 4ª giornata | Bayer Leverkusen | 0 – 0 referto | Borussia Dortmund | BayArena (30 210 spett.)\| Arbitro: \| Stark \| |
| Arbitro:                                              | Stark            |               |                   |                                                 |

| Arbitro: | Zwayer |

|            |           |                                       |
| Hosogai 5’ | Marcatori | 6’, 72’ Sam 23’ Kießling 80’ Derdiyok |

| Arbitro: | Perl |

|            |           |                                            |
| Rolfes 70’ | Marcatori | 44’ Novakovič 47’, 54’ Podolski 90’ Jajalo |

| Arbitro: | Gräfe |

|                                 |           |  |
| Müller 5’ Buyten 19’ Robben 90’ | Marcatori |  |

| Arbitro: | Brych |

|                                      |           |               |
| Castro 14’ Derdiyok 65’ Kießling 85’ | Marcatori | 59’ Mandžukić |

| Arbitro: | Stark |

|                       |           |                           |
| Reus 65’ Herrmann 72’ | Marcatori | 20’ Reinartz 87’ Schürrle |

| Arbitro: | Zwayer |

|  |           |            |
|  | Marcatori | 83’ Farfán |

| Arbitro: | Fritz |

|  |           |            |
|  | Marcatori | 2’ Ballack |

| Arbitro: | Kircher |

|                        |           |                           |
| Schürrle 5’ Bender 20’ | Marcatori | 33’ Westermann 57’ Jansen |

| Arbitro: | Kinhöfer |

|  |           |                     |
|  | Marcatori | 53’ Ballack 69’ Sam |

| Arbitro: | Hartmann |

|                                   |           |                        |
| Lasogga 7’, 82’ Toprak 17’ (aut.) | Marcatori | 24’, 64’, 79’ Derdiyok |

| Arbitro: | Stark |

|                      |           |  |
| Derdiyok 10’ Sam 79’ | Marcatori |  |

| Hannover 10 dicembre 2011, ore 18:30 CET 16ª giornata | Hannover 96 | 0 – 0 referto | Bayer Leverkusen | AWD-Arena (44 800 spett.)\| Arbitro: \| Gagelmann \| |
| Arbitro:                                              | Gagelmann   |               |                  |                                                      |

| Arbitro: | Schmidt |

|  |           |                                   |
|  | Marcatori | 8’ Didavi 22’ Hegeler 73’ Pekhart |

#### Girone di ritorno
| Arbitro: | Weiner |

|                                             |           |                            |
| Pospěch 10’ (aut.) Friedrich 35’ Bender 70’ | Marcatori | 51’ Polanski 53’ Caligiuri |

| Arbitro: | Aytekin |

|             |           |              |
| Pizarro 29’ | Marcatori | 57’ Reinartz |

| Arbitro: | Kinhöfer |

|                                |           |                         |
| Kießling 11’ Rolfes 47’ (rig.) | Marcatori | 23’ Schieber 89’ Harnik |

| Arbitro: | Perl |

|            |           |  |
| Kagawa 45’ | Marcatori |  |

| Arbitro: | Winkmann |

|                                           |           |         |
| Kießling 25’, 65’ Castro 60’ Schürrle 70’ | Marcatori | 50’ Koo |

| Arbitro: | Brych |

|  |           |                 |
|  | Marcatori | 15’, 50’ Bender |

| Arbitro: | Gräfe |

|                            |           |  |
| Kießling 79’ Bellarabi 90’ | Marcatori |  |

| Arbitro: | Zwayer |

|                                          |           |                          |
| Helmes 32’ Dejagah 44’ Kadlec 60’ (aut.) | Marcatori | 3’ Kießling 90’ Derdiyok |

| Arbitro: | Meyer |

|              |           |                        |
| Kießling 75’ | Marcatori | 7’ Reus 88’ De Camargo |

| Arbitro: | Aytekin |

|                    |           |  |
| Huntelaar 18’, 86’ | Marcatori |  |

| Arbitro: | Hartmann |

|  |           |                           |
|  | Marcatori | 8’ Schuster 60’ Caligiuri |

| Arbitro: | Stark |

|                   |           |              |
| Petrić 40’ (rig.) | Marcatori | 55’ Schürrle |

| Arbitro: | Zwayer |

|                                     |           |               |
| Kießling 1’ Rolfes 57’ Reinartz 69’ | Marcatori | 42’ Derstroff |

| Arbitro: | Weiner |

|                                |           |                            |
| Schürrle 44’ Kießling 51’, 84’ | Marcatori | 63’ Lasogga 71’, 76’ Torun |

| Arbitro: | Brych |

|  |           |              |
|  | Marcatori | 79’ Schürrle |

| Arbitro: | Welz |

|              |           |  |
| Kießling 75’ | Marcatori |  |

| Arbitro: | Winkmann |

|         |           |                                    |
| Mak 58’ | Marcatori | 6’, 32’, 89’ Kießling 77’ Schürrle |

### Coppa di Germania
| Arbitro: | Perl |

|                                            |           |                                  |
| Schuppan 68’ Koch 70’, 86’ Schnetzler 117’ | Marcatori | 6’ Derdiyok 12’ Sam 49’ Schürrle |

### Champions League
| Arbitro: | Lannoy |

|                   |           |  |
| Luiz 67’ Mata 90’ | Marcatori |  |

| Arbitro: | Kelly |

|                        |           |  |
| Bender 29’ Ballack 90’ | Marcatori |  |

| Arbitro: | Thomson |

|                      |           |           |
| Schürrle 52’ Sam 56’ | Marcatori | 24’ Jonas |

| Arbitro: | Eriksson |

|                               |           |              |
| Jonas 1’ Soldado 65’ Rami 75’ | Marcatori | 31’ Kießling |

| Arbitro: | Kassai |

|                            |           |            |
| Derdiyok 73’ Friedrich 90’ | Marcatori | 48’ Drogba |

| Arbitro: | Tagliavento |

|            |           |              |
| Vossen 30’ | Marcatori | 79’ Derdiyok |

| Arbitro: | Thomson |

|            |           |                            |
| Kadlec 51’ | Marcatori | 41’, 55’ Sánchez 88’ Messi |

| Arbitro: | Moen |

|                                              |           |               |
| Messi 25’, 42’, 49’, 58’, 84’ Tello 55’, 62’ | Marcatori | 90’ Bellarabi |

## Statistiche

### Statistiche di squadra
| Competizione      | Punti | In casa | In casa | In casa | In casa | In casa | In casa | In trasferta | In trasferta | In trasferta | In trasferta | In trasferta | In trasferta | Totale | Totale | Totale | Totale | Totale | Totale | DR |
| Competizione      | Punti | G       | V       | N       | P       | Gf      | Gs      | G            | V            | N            | P            | Gf           | Gs           | G      | V      | N      | P      | Gf     | Gs     | DR |
| ----------------- | ----- | ------- | ------- | ------- | ------- | ------- | ------- | ------------ | ------------ | ------------ | ------------ | ------------ | ------------ | ------ | ------ | ------ | ------ | ------ | ------ | -- |
| Bundesliga        | 54    | 17      | 8       | 4       | 5       | 28      | 24      | 17           | 7            | 5            | 5            | 24           | 20           | 34     | 15     | 9      | 10     | 52     | 44     | +8 |
| Coppa di Germania | -     | 0       | 0       | 0       | 0       | 0       | 0       | 1            | 0            | 0            | 1            | 3            | 4            | 1      | 0      | 0      | 1      | 3      | 4      | -1 |
| Champions League  | -     | 4       | 3       | 0       | 1       | 7       | 5       | 4            | 0            | 1            | 3            | 3            | 13           | 8      | 3      | 1      | 4      | 10     | 18     | -8 |
| Totale            | -     | 21      | 11      | 4       | 6       | 35      | 29      | 22           | 7            | 6            | 9            | 30           | 37           | 43     | 18     | 10     | 15     | 65     | 66     | -1 |

### Andamento in campionato
| Giornata  | 1  | 2  | 3 | 4 | 5 | 6 | 7  | 8 | 9 | 10 | 11 | 12 | 13 | 14 | 15 | 16 | 17 | 18 | 19 | 20 | 21 | 22 | 23 | 24 | 25 | 26 | 27 | 28 | 29 | 30 | 31 | 32 | 33 | 34 |
| --------- | -- | -- | - | - | - | - | -- | - | - | -- | -- | -- | -- | -- | -- | -- | -- | -- | -- | -- | -- | -- | -- | -- | -- | -- | -- | -- | -- | -- | -- | -- | -- | -- |
| Luogo     | T  | C  | T | C | T | C | T  | C | T | C  | T  | C  | T  | T  | C  | T  | C  | C  | T  | C  | T  | C  | T  | C  | T  | C  | T  | C  | T  | C  | C  | T  | C  | T  |
| Risultato | P  | V  | V | N | V | P | P  | V | N | P  | V  | N  | V  | N  | V  | N  | P  | V  | N  | N  | P  | V  | V  | V  | P  | P  | P  | P  | N  | V  | N  | V  | V  | V  |
| Posizione | 15 | 12 | 9 | 8 | 4 | 7 | 11 | 9 | 8 | 9  | 8  | 8  | 7  | 6  | 6  | 6  | 6  | 6  | 6  | 6  | 6  | 6  | 5  | 5  | 5  | 5  | 5  | 7  | 6  | 6  | 6  | 6  | 5  | 5  |

Legenda:

Luogo: C = Casa; T = Trasferta. Risultato: V = Vittoria; N = Pareggio; P = Sconfitta.

### Statistiche dei giocatori
| Giocatore    | Bundesliga | Bundesliga | Bundesliga  | Bundesliga | Coppa di Germania | Coppa di Germania | Coppa di Germania | Coppa di Germania | Champions League | Champions League | Champions League | Champions League | Totale   | Totale | Totale      | Totale     |
| Giocatore    | Presenze   | Reti       | Ammonizioni | Espulsioni | Presenze          | Reti              | Ammonizioni       | Espulsioni        | Presenze         | Reti             | Ammonizioni      | Espulsioni       | Presenze | Reti   | Ammonizioni | Espulsioni |
| ------------ | ---------- | ---------- | ----------- | ---------- | ----------------- | ----------------- | ----------------- | ----------------- | ---------------- | ---------------- | ---------------- | ---------------- | -------- | ------ | ----------- | ---------- |
| R. Adler     | -          | -          | -           | -          | -                 | -                 | -                 | -                 | -                | -                | -                | -                | -        | -      | -           | -          |
| F. Giefer    | 1          | 0          | 0           | 0          | -                 | -                 | -                 | -                 | -                | -                | -                | -                | 1        | 0      | 0           | 0          |
| B. Leno      | 33         | 0          | 1           | 0          | -                 | -                 | -                 | -                 | 8                | 0                | 0                | 0                | 41       | 0      | 1           | 0          |
| D. Yelldell  | -          | -          | -           | -          | 1                 | 0                 | 0                 | 0                 | -                | -                | -                | -                | 1        | 0      | 0           | 0          |
| G. Castro    | 31         | 2          | 4           | 1          | 1                 | 0                 | 0                 | 0                 | 8                | 0                | 3                | 0                | 40       | 2      | 7           | 1          |
| V. Ćorluka   | 7          | 0          | 0           | 0          | -                 | -                 | -                 | -                 | 1                | 0                | 1                | 0                | 8        | 0      | 1           | 0          |
| D. Costa     | 6          | 0          | 0           | 0          | -                 | -                 | -                 | -                 | 1                | 0                | 0                | 0                | 7        | 0      | 0           | 0          |
| M. Friedrich | 24         | 1          | 3           | 0          | -                 | -                 | -                 | -                 | 4                | 1                | 0                | 0                | 28       | 2      | 3           | 0          |
| M. Kadlec    | 29         | 1          | 3           | 2          | 1                 | 0                 | 0                 | 0                 | 8                | 1                | 2                | 0                | 38       | 2      | 5           | 2          |
| B. Oczipka   | 9          | 0          | 0           | 0          | -                 | -                 | -                 | -                 | 3                | 0                | 0                | 0                | 12       | 0      | 0           | 0          |
| D. Schwaab   | 23         | 0          | 2           | 0          | -                 | -                 | -                 | -                 | 5                | 0                | 1                | 0                | 28       | 0      | 3           | 0          |
| Ö. Toprak    | 27         | 0          | 5           | 0          | 1                 | 0                 | 0                 | 0                 | 6                | 0                | 2                | 0                | 34       | 0      | 7           | 0          |
| M. Ballack   | 18         | 2          | 4           | 0          | 1                 | 0                 | 0                 | 0                 | 6                | 1                | 2                | 0                | 25       | 3      | 6           | 0          |
| T. Barnetta  | 7          | 0          | 0           | 0          | -                 | -                 | -                 | -                 | -                | -                | -                | -                | 7        | 0      | 0           | 0          |
| K. Bellarabi | 10         | 1          | 0           | 0          | -                 | -                 | -                 | -                 | 2                | 1                | 0                | 0                | 12       | 2      | 0           | 0          |
| L. Bender    | 28         | 4          | 2           | 0          | 1                 | 0                 | 0                 | 0                 | 8                | 1                | 1                | 0                | 37       | 5      | 3           | 0          |
| D. Kohr      | 2          | 0          | 0           | 0          | -                 | -                 | -                 | -                 | -                | -                | -                | -                | 2        | 0      | 0           | 0          |
| M. Ortega    | 7          | 0          | 0           | 0          | -                 | -                 | -                 | -                 | -                | -                | -                | -                | 7        | 0      | 0           | 0          |
| K. Pusch     | -          | -          | -           | -          | -                 | -                 | -                 | -                 | -                | -                | -                | -                | -        | -      | -           | -          |
| S. Reinartz  | 30         | 3          | 6           | 0          | 1                 | 0                 | 1                 | 0                 | 7                | 0                | 0                | 0                | 38       | 3      | 7           | 0          |
| R. Augusto   | 18         | 0          | 2           | 0          | 1                 | 0                 | 0                 | 0                 | 4                | 0                | 0                | 0                | 23       | 0      | 2           | 0          |
| S. Rolfes    | 31         | 3          | 1           | 0          | 1                 | 0                 | 0                 | 0                 | 8                | 0                | 2                | 0                | 40       | 3      | 3           | 0          |
| S. Sam       | 18         | 4          | 1           | 0          | 1                 | 1                 | 0                 | 0                 | 6                | 1                | 1                | 0                | 25       | 6      | 2           | 0          |
| E. Zenga     | -          | -          | -           | -          | -                 | -                 | -                 | -                 | -                | -                | -                | -                | -        | -      | -           | -          |
| E. Derdiyok  | 25         | 7          | 3           | 0          | 1                 | 1                 | 0                 | 0                 | 7                | 2                | 2                | 0                | 33       | 10     | 5           | 0          |
| S. Kießling  | 34         | 16         | 4           | 0          | 1                 | 0                 | 0                 | 0                 | 8                | 1                | 2                | 0                | 43       | 17     | 6           | 0          |
| A. Schürrle  | 31         | 7          | 1           | 1          | 1                 | 1                 | 0                 | 0                 | 8                | 1                | 1                | 0                | 40       | 9      | 2           | 1          |
| S. Yeşil     | 1          | 0          | 0           | 0          | -                 | -                 | -                 | -                 | -                | -                | -                | -                | 1        | 0      | 0           | 0          |
| H. Balitsch  | 8          | 0          | 4           | 0          | 1                 | 0                 | 0                 | 0                 | 2                | 0                | 0                | 0                | 11       | 0      | 4           | 0          |
| N. Jørgensen | 1          | 0          | 0           | 0          | -                 | -                 | -                 | -                 | 2                | 0                | 0                | 0                | 3        | 0      | 0           | 0          |